# Kétfoton pásztázó mikroszkópia
A kétfoton-mikroszkópia lehetővé teszi, hogy feltérképezzük az idegsejt különböző részein elhelyezkedő jelfogók (receptorok) hatásait és meghatározzuk, hogy egy adott gyógyszermolekula mely sejteket, mely részükön, milyen időbeni felbontásban aktivál vagy gátol, ami azért kulcsfontosságú, mert így ítélhető meg legpontosabban egy adott gyógyszer ideghálózatban kifejtett hatása. Ez utóbbi pedig ma már a gyógyszerkutatások egyik legfontosabb célkitűzése: a nem teljesen feltárt hatásmechanizmus akár ígéretes és hatékony szerek forgalomba hozását nehezíti - vagy adott esetben akadályozza meg - mind a hazai, mind a nemzetközi piacon.

## Az eljárás nyújtotta lehetőségek
Hazánkban az MTA Kísérleti Orvostudományi Kutatóintézetében (és egyben elsőként a közép-európai régióban) Vizi E. Szilveszter kezdeményezésére és támogatásával épült meg az első ilyen készülék 2001-ben.